# 田嶋一
田嶋 一（たじま はじめ、1947年7月 ）は、日本の教育学者。國學院大學文学部名誉教授。

## 概要
埼玉県生まれ。埼玉県立熊谷高等学校卒業、東京大学教育学部卒業、東京大学大学院教育学研究科博士後期課程単位取得退学。
農水省農業者大学校非常勤講師、日本学術振興会奨励研究員をへて、神奈川県立湘南高等学校、神奈川県立翠嵐高等学校（定時制）で教員として勤務。
1981年、國學院大學文学部（教育学研究室）専任講師となり、1984年に助教授、1991年に教授に昇格。2018年定年退職。この間、神奈川大学、東京大学、京都大学、鹿児島大学、聖心女子大学などで兼任講師をつとめる。また、国民教育研究所、講談社野間教育研究所、飯田市歴史研究所にて研究員職を歴任。
2012年、指導教官であった大田堯（元・東京大学教育学部学部長、元・日本教育学会会長）の著作集『大田堯自撰集成』（藤原書店）刊行に編集会議代表として関与する。2017年、学位論文『〈少年〉と〈青年〉の近代日本 －人間形成と教育の社会史』により、東京大学から博士（教育学）の学位を授与される。学位論文は、東京大学出版会から刊行された。

## 著作物（書籍）
- 共著『民間教育史研究事典』評論社、1975年
- 共著『教育学の基礎知識』有斐閣、1976年
- 共著『講座 日本の学力』日本標準、1979年
- 共著『岩波講座 子どもの発達と教育』岩波書店、1979年
- 共著『教育学小辞典』学陽書房、1982年
- 共著『これからの教育評価』有斐閣、1983年
- 共著『中学生の学力と評価』あゆみ出版、1983年
- 共著『叢書 産育と教育の社会史』新評論、1983年
- 共著『講座 日本教育史』第一法規、1984年
- 共著『講座 現代社会と評価』日本標準、1984年
- 共著『自由民権運動と教育』草土文化、1984年
- 共著『教育の世紀社の総合的研究』一光社、1984年
- 共著『日本人名大辞典』平凡社、1986年
- 単著『学力とは何か』沖縄県教職員組合、1989年
- 共著『叢書 産む・教える・育てる』藤原書店、1990年
- 共著『教育学大辞典』第一法規、1990年
- 共著『現代子ども・若者考』明石書店、1991年
- 共著『明治国家形成と井上毅』木鐸社、1992年
- 共著『教育科学の誕生』大月書店、1997年
- 共著『やさしい教育原理』有斐閣、1997年（補訂版：2003年、新版：2007年、新版補訂版：2011年、第３版：2016年）
- 共著『日本社会運動史人名大辞典』日外アソシエーツ、1998年
- 共著『柏市史・近代編』柏市教育委員会、2000年
- 共著『日本文献事典』弘文堂、2003年
- 共著『リーディングス 日本の教育と社会』日本図書センター、2006年
- 共著『新版 教育学小事典』学陽書房、2011年
- 共著『現代日本の教育史 子ども・家族と教育』日本図書センター、2013年
- 単著『〈少年〉と〈青年〉の近代日本』東京大学出版会、2016年